# Luxemburg beim Eurovision Song Contest
Teilnehmende Rundfunkanstalt

Erste Teilnahme
1956
Bisher letzte Teilnahme
2025
Anzahl der Teilnahmen
39 (Stand 2025)
Höchste Platzierung
1 (1961, 1965, 1972, 1973, 1983)
Höchste Punktzahl
142 (1983)
Niedrigste Punktzahl
0 (1970)
Punkteschnitt (seit erstem Beitrag)
39,53 (Stand 1993)
Punkteschnitt pro abstimmendem Land im 12-Punkte-System
2,55 (Stand 1993)
Dieser Artikel befasst sich mit der Geschichte Luxemburgs als Teilnehmer am Eurovision Song Contest.

## Regelmäßigkeit der Teilnahme und Erfolge im Wettbewerb
Luxemburg nahm bereits an der ersten Ausgabe des Eurovision Song Contest 1956 in Lugano teil. Allerdings wurden die Platzierung der Veranstaltung nie bekanntgegeben. Lediglich die Schweiz als damaliger Sieger wurde bekanntgegeben. 1957 erreichte Luxemburg dann ein gutes Ergebnis mit Platz 4 von 10. 1958 hingegen wurde das Land bei seiner erst dritten Teilnahme schon Letzter. Trotzdem war es ein geteilter letzter Platz zusammen mit den Niederlanden. 1959 blieb das Land dann aus unbekannten Gründen dem Wettbewerb fern, kehrte aber bereits im Folgejahr zurück.
Die Rückkehr 1960 war wenig erfolgreich, denn das Land belegte erneut den letzten Platz, dieses Mal aber alleinig. Umso erfolgreicher war das Folgejahr, in dem Jean-Claude Pascal den Wettbewerb gewinnen und damit Luxemburgs ersten Sieg einfahren konnte. Auch 1962, als der Wettbewerb dann im eigenen Land stattfand, erreichte Luxemburg Platz 3. 1963 wurde dann nur Platz 8 von 16 erreicht, was eine durchschnittliche Platzierung darstellte. 1964 erreichte der luxemburgische Beitrag dann wieder Platz 4. 1965 konnte Luxemburg dann seinen bereits zweiten Sieg einfahren, denn France Gall konnte mit ihrem Lied Poupée de cire, poupée de son den Wettbewerb gewinnen. 1966 fand der Wettbewerb dann wieder in Luxemburg statt, allerdings erreichte das Land zuhause nur Platz 10 von 16. 1967 war dann allerdings wieder erfolgreicher, da Vicky Leandros schließlich Platz 4 von 17 erreichen konnte. Die nachfolgenden Jahre war Luxemburg allerdings nicht mehr so erfolgreich. So erreichte das Land 1968 und 1969 jeweils nur Platz 11, während 1970 sogar das bis heute schlechteste Ergebnis eingefahren wurde. David Alexandre Winter wurde demnach 1970 Letzter und erhielt keinen einzigen Punkt. Auch die Teilnahme 1971 war wenig erfolgreich. So erreichte der luxemburgische Beitrag lediglich Platz 13 von 18. Erst ab 1972 erreichte das Land wieder gute Platzierungen.
So konnte Vicky Leandros, die 1967 bereits Platz 4 holte, 1972 den Wettbewerb sogar gewinnen und damit Luxemburgs bereits dritten Sieg holen. 1973 fand der Wettbewerb dann erneut in Luxemburg statt. Auch hier gewann am Ende Luxemburg mit Anne-Marie David, womit es Luxemburg schaffte den Wettbewerb im eigenen Land zu gewinnen. Dazu stellte dies bereits Luxemburgs vierten Sieg im Wettbewerb dar. Im Jahr 1974, in dem das Land trotz des Sieges im Jahr zuvor auf die Austragung verzichtete, konnte der luxemburgische Beitrag Platz 4 von 17 erreichen, womit ein weiteres gutes Ergebnis eingefahren wurde. 1975 wurde erneut eine Platzierung unter den besten Fünf erreicht, als die Sängerin Géraldine Platz 5 holte. Erst 1976 war das Land dann nicht mehr so erfolgreich. Jürgen Marcus konnte schließlich am Ende nur Platz 14 von 18 erreichen, was die schlechteste Platzierung seit 1970 für das Land darstellte. 1977 war das Ergebnis dann sogar noch schlechter, als Anne-Marie B. nur den drittletzten Platz erreichte. 1978 hingegen wurde mit Platz 7 von 20 wieder ein gutes Ergebnis erreicht. 1979 gelang dann mit Platz 13 von 19 wieder nur ein durchschnittliches Ergebnis. 1981 verpasste dann Jean-Claude Pascal, der bereits 1961 den ersten Sieg Luxemburgs holte, knapp eine Platzierung unter den besten Zehn, als er nur Platz 11 erreichte. 1982 wurde dann mit Platz 6 das beste Ergebnis seit 1975 erreicht. 1983 gelang dem Land sogar der fünfte Sieg, als Corinne Hermès den Wettbewerb mit 142 Punkten gewinnen konnte. Bis heute stellt dies die höchste Punktzahl dar, die das Land je beim Song Contest erreicht hat. 1984 in Luxemburg konnte das Land zuhause Platz 10 von 19 erreichen. 1985 hingegen wurde mit Platz 13 dasselbe Ergebnis wie 1979 geholt. Umso erfolgreicher war die Teilnahme 1986 wieder, als der luxemburgische Beitrag Platz 3 erreichte. 1987 folgte dann der vorletzte Platz und damit das schlechteste Ergebnis seit 17 Jahren. 1988 hingegen konnte die Sängerin Lara Fabian dann wieder mit Platz 4 ein gutes Ergebnis für das Land erreichen. Ab 1989 folgte dann Luxemburgs schwächste Phase im Wettbewerb.
So holte die Band Park Café 1989 nur den drittletzten Platz. 1990 wurde dann Platz 13 erreicht, während 1991 Platz 14 erreicht wurde, was zwei durchschnittliche Platzierungen darstellt. 1992 folgte dann erneut der drittletzte Platz im Wettbewerb. Auch Modern Times 1993 konnten kein gutes Ergebnis mehr erzielen und landeten am Ende auf Platz 20 von 25. Da Luxemburg es 1993 nicht unter die besten 20 schaffte, musste es 1994 eine Zwangspause einlegen. Trotz Teilnahmeberechtigung 1995, nahm das Land nicht teil und zog sich aus Desinteresse vom Wettbewerb zurück. Seitdem kehrte das Land nicht zum Wettbewerb zurück. Als Grund werden seither die fehlenden finanziellen Mittel sowie die niedrigen Erfolgschancen angegeben. Am 15. Dezember 2022 wurde bekannt, dass es Gespräche zwischen RTL Télé Lëtzebuerg und der luxemburgischen Regierung über eine Rückkehr 2024 zum Wettbewerb gebe. Am 12. Mai 2023 wurde schließlich von der EBU bekannt gegeben, dass Luxemburg am Eurovision Song Contest 2024 teilnehmen wird.
Bei der Rückkehr 2024 konnte man sich bei der ersten Teilnahme am Halbfinale erfolgreich für das Finale qualifizieren und erreichte mit Platz 13 eine gute Platzierung im oberen Mittelfeld und der linken Tabellenhälfte. RTL gab bekannt, dass die Rückkehr keine einmalige Sache gewesen ist und man vor hat, auch an den zukünftigen Editionen des Wettbewerbs teilzunehmen. Im Folgejahr erreichte Luxemburg nur Platz 22 in der rechten Tabellenhälfte. 
Insgesamt landeten 18 von den 39 Beiträgen in der linken Tabellenhälfte. Dazu erreichte das Land bisher dreimal den letzten Platz. Obwohl Luxemburg bisher nur 2 Halbfinalteilnahmen vorzuweisen hat, teilt sich das Großherzogtum mit der Ukraine den Titel, sich bisher bei allen Halbfinalteilnahmen für das Finale  qualifiziert zu haben. Alle anderen Länder schieden bereits mindestens einmal aus. Mit fünf Siegen, zwei dritten Plätzen und fünf vierten Plätzen zählt Luxemburg trotzdem eher zu den erfolgreichen Ländern im Wettbewerb.

## Liste der Beiträge
Farblegende:
– 1. Platz. 
– 2. Platz. 
– 3. Platz. 
– Punktgleichheit mit dem letzten Platz.
– ausgeschieden im Halbfinale/in der Qualifikation/im osteuropäischen Vorentscheid.
– keine Teilnahme/nicht qualifiziert.
| Jahr        | Interpret                                                                  | Titel Musik (M) und Text (T)                                                                | Sprache                    | Übersetzung                         | Finale                   | Finale                   | Halbfinale/ Qualifikation     | Halbfinale/ Qualifikation     | Nationaler Vorentscheid      |
| Jahr        | Interpret                                                                  | Titel Musik (M) und Text (T)                                                                | Sprache                    | Übersetzung                         | Platz                    | Punkte                   | Platz                         | Punkte                        | Nationaler Vorentscheid      |
| ----------- | -------------------------------------------------------------------------- | ------------------------------------------------------------------------------------------- | -------------------------- | ----------------------------------- | ------------------------ | ------------------------ | ----------------------------- | ----------------------------- | ---------------------------- |
| 1956        | Michèle Arnaud                                                             | Les amants de minuit M: Simone Laurencin; T: Jacques Lassry                                 | Französisch                | Die Verliebten um Mitternacht       | k. A. / 14               | k. A.                    | Kein Halbfinale stattgefunden | Kein Halbfinale stattgefunden | interne Auswahl              |
| 1956        | Michèle Arnaud                                                             | Ne crois pas M/T: Christian Guitreau                                                        | Französisch                | Glaub nicht                         | k. A. / 14               | k. A.                    | Kein Halbfinale stattgefunden | Kein Halbfinale stattgefunden | interne Auswahl              |
| 1957        | Danièle Dupré                                                              | Amours mortes (Tant de peine) M: Jean-Pierre Kemmer; T: Jacques Taber                       | Französisch                | Gestorbene Lieben (So viel Schmerz) | 4 / 10                   | 8                        | Kein Halbfinale stattgefunden | Kein Halbfinale stattgefunden | interne Auswahl              |
| 1958        | Solange Berry                                                              | Un grand amour M: Michel Eric; T: Monique Laniece, Raymond Roche                            | Französisch                | Eine große Liebe                    | 9 / 10                   | 1                        | Kein Halbfinale stattgefunden | Kein Halbfinale stattgefunden | interne Auswahl              |
| 1959        | Auf Teilnahme verzichtet                                                   | Auf Teilnahme verzichtet                                                                    | Auf Teilnahme verzichtet   | Auf Teilnahme verzichtet            | Auf Teilnahme verzichtet | Auf Teilnahme verzichtet | Auf Teilnahme verzichtet      | Auf Teilnahme verzichtet      | Auf Teilnahme verzichtet     |
| 1960        | Camillo Felgen                                                             | Sou laang wéi s du do bast M: Henri Moots, Jean Roderes; T: Henri Moots                     | Luxemburgisch              | Solange du da bist                  | 13 / 13                  | 1                        | Kein Halbfinale stattgefunden | Kein Halbfinale stattgefunden | interne Auswahl              |
| 1961        | Jean-Claude Pascal                                                         | Nous les amoureux M: Jacques Datin; T: Maurice Vidalin                                      | Französisch                | Wir, die Verliebten                 | 1 / 16                   | 31                       | Kein Halbfinale stattgefunden | Kein Halbfinale stattgefunden | interne Auswahl              |
| 1962        | Camillo Felgen                                                             | Petit bonhomme M: Jacques Datin; T: Maurice Vidalin                                         | Französisch                | Kleines Kerlchen                    | 3 / 16                   | 11                       | Kein Halbfinale stattgefunden | Kein Halbfinale stattgefunden | interne Auswahl              |
| 1963        | Nana Mouskouri                                                             | À force de prier M: Raymond Bernard; T: Pierre Delanoë                                      | Französisch                | Durch hartnäckiges Beten            | 8 / 16                   | 13                       | Kein Halbfinale stattgefunden | Kein Halbfinale stattgefunden | interne Auswahl              |
| 1964        | Hugues Aufray                                                              | Dès que le printemps revient M: Hugues Aufray; T: Jacques Plante                            | Französisch                | Sobald der Frühling zurückkommt     | 4 / 16                   | 14                       | Kein Halbfinale stattgefunden | Kein Halbfinale stattgefunden | interne Auswahl              |
| 1965        | France Gall                                                                | Poupée de cire, poupée de son M/T: Serge Gainsbourg                                         | Französisch                | Wachspuppe, Holzspanpuppe           | 1 / 18                   | 32                       | Kein Halbfinale stattgefunden | Kein Halbfinale stattgefunden | interne Auswahl              |
| 1966        | Michèle Torr                                                               | Ce soir je t’attendais M: Bernard Kesslair; T: Jacques Chaumelle                            | Französisch                | An jenem Abend wartete ich auf dich | 10 / 18                  | 7                        | Kein Halbfinale stattgefunden | Kein Halbfinale stattgefunden | interne Auswahl              |
| 1967        | Vicky Leandros                                                             | L’amour est bleu M: André Popp; T: Pierre Cour                                              | Französisch                | Die Liebe ist blau                  | 4 / 17                   | 17                       | Kein Halbfinale stattgefunden | Kein Halbfinale stattgefunden | interne Auswahl              |
| 1968        | Chris Baldo & Sophie Garel                                                 | Nous vivrons d’amour M: Carlos Leresche; T: Jacques Demarny                                 | Französisch                | Wir werden von Liebe leben          | 11 / 17                  | 5                        | Kein Halbfinale stattgefunden | Kein Halbfinale stattgefunden | interne Auswahl              |
| 1969        | Romuald                                                                    | Cathérine M: Paul Mauriat, André Borgioli; T: André di Fusco                                | Französisch                | –                                   | 11 / 16                  | 7                        | Kein Halbfinale stattgefunden | Kein Halbfinale stattgefunden | interne Auswahl              |
| 1970        | David Alexandre Winter                                                     | Je suis tombé du ciel M: Yves de Vriendt; T: Eddy Marnay                                    | Französisch                | Ich bin vom Himmel gefallen         | 12 / 12                  | 0                        | Kein Halbfinale stattgefunden | Kein Halbfinale stattgefunden | interne Auswahl              |
| 1971        | Monique Melsen                                                             | Pomme, pomme, pomme M: Hubert Giraud; T: Pierre Cour                                        | Französisch                | Apfel, Apfel, Apfel                 | 13 / 18                  | 70                       | Kein Halbfinale stattgefunden | Kein Halbfinale stattgefunden | interne Auswahl              |
| 1972        | Vicky Leandros                                                             | Après toi M: Mario Panas, Klaus Munro; T: Yves Dessca, Klaus Munro                          | Französisch                | Nach dir                            | 1 / 18                   | 128                      | Kein Halbfinale stattgefunden | Kein Halbfinale stattgefunden | interne Auswahl              |
| 1973        | Anne-Marie David                                                           | Tu te reconnaîtras M: Claude Morgan; T: Vline Buggy                                         | Französisch                | Du wirst dich wiedererkennen        | 1 / 17                   | 129                      | Kein Halbfinale stattgefunden | Kein Halbfinale stattgefunden | interne Auswahl              |
| 1974        | Ireen Sheer                                                                | Bye Bye I Love You M: Ralph Siegel; T: Michael Kunze                                        | Französisch a              | Tschüss, ich liebe dich             | 4 / 17                   | 14                       | Kein Halbfinale stattgefunden | Kein Halbfinale stattgefunden | interne Auswahl              |
| 1975        | Géraldine                                                                  | Toi M/T: Bill Martin, Phil Coulter, Pierre Cour                                             | Französisch                | Du                                  | 5 / 19                   | 84                       | Kein Halbfinale stattgefunden | Kein Halbfinale stattgefunden | interne Auswahl              |
| 1976        | Jürgen Marcus                                                              | Chansons pour ceux qui s’aiment M: Jack White; T: Fred Jay, Vline Buggy                     | Französisch                | Lieder für die, die sich lieben     | 14 / 18                  | 17                       | Kein Halbfinale stattgefunden | Kein Halbfinale stattgefunden | Nationaler Vorentscheid      |
| 1977        | Anne-Marie B.                                                              | Frère Jacques M/T: Pierre Cour, Guy Béart                                                   | Französisch                | Bruder Jakob                        | 16 / 18                  | 17                       | Kein Halbfinale stattgefunden | Kein Halbfinale stattgefunden | interne Auswahl              |
| 1978        | Baccara                                                                    | Parlez-vous français? M: Rolf Soja; T: Frank Dostal, Péter Zentner                          | Französisch                | Sprechen Sie Französisch?           | 7 / 20                   | 73                       | Kein Halbfinale stattgefunden | Kein Halbfinale stattgefunden | Nationaler Vorentscheid      |
| 1979        | Jeane Manson                                                               | J’ai déjà vu ça dans tes yeux M/T: Jean Renard                                              | Französisch                | Ich sah es schon in deinen Augen    | 13 / 19                  | 44                       | Kein Halbfinale stattgefunden | Kein Halbfinale stattgefunden | interne Auswahl              |
| 1980        | Sophie & Magaly                                                            | Papa pingouin M: Ralph Siegel, Bernd Meinunger; T: Pierre Delanoë, Jean-Paul Cara           | Französisch                | Papa Pinguin                        | 9 / 19                   | 56                       | Kein Halbfinale stattgefunden | Kein Halbfinale stattgefunden | interne Auswahl              |
| 1981        | Jean-Claude Pascal                                                         | C’est peut-être pas l’Amérique M/T: Sophie Makhno, Jean-Claude Pascal, Jean-Claude Petit    | Französisch                | Das ist vielleicht nicht Amerika    | 11 / 20                  | 41                       | Kein Halbfinale stattgefunden | Kein Halbfinale stattgefunden | interne Auswahl              |
| 1982        | Svetlana                                                                   | Cours après le temps M: Cyril Assous; T: Michel Jouveaux                                    | Französisch                | Lauf der Zeit hinterher             | 6 / 18                   | 78                       | Kein Halbfinale stattgefunden | Kein Halbfinale stattgefunden | interne Auswahl              |
| 1983        | Corinne Hermès                                                             | Si la vie est cadeau M: Jean-Pierre Millers; T: Alain Garcia                                | Französisch                | Falls das Leben ein Geschenk ist    | 1 / 20                   | 142                      | Kein Halbfinale stattgefunden | Kein Halbfinale stattgefunden | interne Auswahl              |
| 1984        | Sophie Carle                                                               | 100 % d’amour M: Jean-Pierre Goussaud; T: Jean Beriat, Patrick James                        | Französisch                | 100 % Liebe                         | 10 / 19                  | 39                       | Kein Halbfinale stattgefunden | Kein Halbfinale stattgefunden | interne Auswahl              |
| 1985        | Margo, Franck Olivier, Diane Solomon, Ireen Sheer, Chris & Malcolm Roberts | Children, Kinder, enfants M: Ralph Siegel; T: Jean Beriat, Bernd Meinunger                  | Französisch b              | Kinder, Kinder, Kinder              | 13 / 19                  | 37                       | Kein Halbfinale stattgefunden | Kein Halbfinale stattgefunden | interne Auswahl              |
| 1986        | Sherisse Laurence                                                          | L’amour de ma vie M: Rolf Soja; T: Frank Dostal, Alain Garcia                               | Französisch                | Die Liebe meines Lebens             | 3 / 20                   | 117                      | Kein Halbfinale stattgefunden | Kein Halbfinale stattgefunden | interne Auswahl              |
| 1987        | Plastic Bertrand                                                           | Amour, amour M/T: Plastic Bertrand, Alec Mansion                                            | Französisch                | Liebe, Liebe                        | 21 / 22                  | 4                        | Kein Halbfinale stattgefunden | Kein Halbfinale stattgefunden | interne Auswahl              |
| 1988        | Lara Fabian                                                                | Croire M: Jacques Cardona; T: Alain Garcia                                                  | Französisch                | Glauben                             | 4 / 21                   | 90                       | Kein Halbfinale stattgefunden | Kein Halbfinale stattgefunden | interne Auswahl              |
| 1989        | Park Café                                                                  | Monsieur M: Maggie Parke, Gast Waltzing; T: Bernard Loncheval, Yves Lacomblez, Maggie Parke | Französisch                | (Mein) Herr                         | 20 / 22                  | 8                        | Kein Halbfinale stattgefunden | Kein Halbfinale stattgefunden | Nationaler Vorentscheid      |
| 1990        | Céline Carzo                                                               | Quand je te rêve M: Jean-Charles France; T: Thierry Delianis                                | Französisch                | Wenn ich von dir träume             | 13 / 22                  | 38                       | Kein Halbfinale stattgefunden | Kein Halbfinale stattgefunden | interne Auswahl              |
| 1991        | Sarah Bray                                                                 | Un baiser volé M: Patrick Hippert; T: Mick Wersant, Linda Lecomte                           | Französisch                | Ein gestohlener Kuss                | 14 / 22                  | 29                       | Kein Halbfinale stattgefunden | Kein Halbfinale stattgefunden | interne Auswahl              |
| 1992        | Marion Welter & Kontinent                                                  | Sou fräi M/T: Jang Linster, Ab van Goor                                                     | Luxemburgisch              | So frei                             | 21 / 23                  | 10                       | Kein Halbfinale stattgefunden | Kein Halbfinale stattgefunden | Nationaler Vorentscheid      |
| 1993        | Modern Times                                                               | Donne-moi une chance M/T: Jimmy Martin, Patrick Hippert                                     | Französisch, Luxemburgisch | Gib mir eine Chance                 | 20 / 25                  | 11                       | Kein Halbfinale stattgefunden | Kein Halbfinale stattgefunden | interne Auswahl              |
| 1994        | Nicht qualifiziert                                                         | Nicht qualifiziert                                                                          | Nicht qualifiziert         | Nicht qualifiziert                  | Nicht qualifiziert       | Nicht qualifiziert       | Nicht qualifiziert            | Nicht qualifiziert            | Nicht qualifiziert           |
| 1995 – 2023 | Auf Teilnahme verzichtet                                                   | Auf Teilnahme verzichtet                                                                    | Auf Teilnahme verzichtet   | Auf Teilnahme verzichtet            | Auf Teilnahme verzichtet | Auf Teilnahme verzichtet | Auf Teilnahme verzichtet      | Auf Teilnahme verzichtet      | Auf Teilnahme verzichtet     |
| 2024        | Tali                                                                       | Fighter M: Dardust, Manon Romiti, Ana Zimmer; T: Manon Romiti, Silvio Lisbonne, Ana Zimmer  | Englisch, Französisch      | Kämpferin                           | 13 / 25                  | 103                      | 5 / 15                        | 117                           | Luxembourg Song Contest 2024 |
| 2025        | Laura Thorn                                                                | La poupée monte le son M/T: Christophe Houssin, Julien Salvia, Ludovic-Alexandre Vidal      | Französisch                | Die Puppe dreht den Ton auf         | 22 / 26                  | 47                       | 7 / 16                        | 62                            | Luxembourg Song Contest 2025 |

## Nationale Vorentscheide
RTL wählte den Großteil seiner Beiträge intern aus. Lediglich vier Mal fand ein nationaler Vorentscheid statt. 1976 und 1978 gab es einen klassischen Vorentscheid mit je fünf Teilnehmern. 1989 wählte RTL die Band Park Café intern aus, ließ ihr Lied allerdings von den Zuschauern durch Televoting auswählen. Aus drei Titeln gewann dann das Lied Monsieur. Auch 1992 wählte RTL Marion Welter intern aus, ihr Lied wurde allerdings in einen Vorentscheid bestimmt. Am 3. Juli 2023 gab man bekannt, dass man wieder eine nationale Vorentscheidung durchführen werde.

## Sprachen
Luxemburg hat drei offizielle Landessprachen: Französisch, Luxemburgisch und Deutsch, wobei fast alle Beiträge komplett auf Französisch gesungen wurden. 1960 und 1992 wurden die jeweiligen Lieder komplett auf Luxemburgisch gesungen, allerdings mit wenig Erfolg. 1985 wurde Children, Kinder, enfants, wie der Titel vermuten ließ, dreisprachig vorgetragen, neben Französisch und einigen Worten auf Englisch kam erstmals die deutsche Sprache zum Einsatz. Der bisher letzte Beitrag aus dem Jahr 1993 wurde auf Französisch und Luxemburgisch vorgestellt. Bei der Rückkehr 2024 sang man auf Französisch und Englisch
Ab den 1960er Jahren wurden fast alle Beiträge auch in anderen Sprachen aufgenommen, diese waren zumeist Deutsch und Englisch, aber auch häufig Italienisch und Spanisch. Die Siegertitel von 1965 und 1972 wurden auf Japanisch veröffentlicht, letzterer auch auf Griechisch.

## Teilnehmer
Nur wenige der luxemburgischen Vertreter stammten aus dem Großherzogtum; die meisten kamen ursprünglich aus Frankreich (z. B. 1961, 1965, 1973), Deutschland (z. B. 1976, 1985), Griechenland (1963, 1967, 1972) und Belgien (1987). Viele der Sänger waren vor und nach ihrem Auftritt auch mit anderen Titeln sehr erfolgreich, wie zum Beispiel Baccara, Vicky Leandros, Jürgen Marcus, Plastic Bertrand, Nana Mouskouri oder Lara Fabian.

## Kommerzielle Erfolge
Einige luxemburgische Beiträge wurden internationale Hits. Der erste war wohl Poupée de cire, poupée de son aus dem Jahre 1965, das europaweit in oberen Rängen der Charts vertreten war. Einen noch größeren Erfolg hatte Vicky Leandros einige Jahre später mit ihrem Siegertitel Après toi, der kommerziell sehr erfolgreich war und weltweit die meistverkaufte Single des Jahres 1972 wurde. Mit Parlez-vous français? hatten Baccara 1978 einen kleineren Hit und erreichten unter anderem in Schweden die Top 10. Der vierte Siegertitel, Tu te reconnaîtras, war in einigen Ländern in den Top 10. Géraldine war mit der englischen Fassung ihres Beitrages von 1975 in Irland erfolgreich, Jürgen Marcus mit der deutschen Fassung seines Beitrages in Deutschland. Corinne Hermès' Beitrag war in Frankreich recht erfolgreich.
Andere Lieder wurden als Coverversionen Hits, allen voran L’amour est bleu aus dem Jahr 1967, das schon in der Originalversion unter anderem in Deutschland in den Charts war, am meisten Erfolg aber mit einer Instrumentalversion hatte, die den ersten Platz in den US-Charts belegte. 2006 wurde das Lied Le papa pingouin – 26 Jahre nachdem es am Wettbewerb vorgetragen wurde – von Pigloo in einer Kinderlied-Fassung eingespielt ein Nummer-eins-Hit in Frankreich und eine der meistverkauften Singles des Jahres.

## Kommentatoren und Punktesprecher
| Jahr          | Kommentator                         | Punktesprecher           |
| ------------- | ----------------------------------- | ------------------------ |
| 1956          | –                                   | Kein Punktesprecher      |
| 1957          | Robert Beauvais c                   | –                        |
| 1958          | –                                   | –                        |
| 1959          | –                                   | Auf Teilnahme verzichtet |
| 1960          | –                                   | –                        |
| 1961          | Robert Beauvais c                   | –                        |
| 1962          | –                                   | –                        |
| 1963          | Pierre Tchernia c                   | –                        |
| 1964          | Robert Beauvais c                   | –                        |
| 1965          | –                                   | –                        |
| 1966          | –                                   | Camillo Felgen           |
| 1967          | –                                   | Paul Ulveling            |
| 1968          | –                                   | –                        |
| 1969          | –                                   | –                        |
| 1970          | –                                   | –                        |
| 1971          | –                                   | –                        |
| 1972          | Jacques Navadic                     | –                        |
| 1973          | –                                   | –                        |
| 1974          | –                                   | –                        |
| 1975          | –                                   | –                        |
| 1976          | –                                   | Jacques Harvey           |
| 1977          | –                                   | –                        |
| 1978          | Jacques Navadic & André Torrent     | –                        |
| 1979          | –                                   | –                        |
| 1980          | Jacques Navadic                     | –                        |
| 1981          | –                                   | –                        |
| 1982          | Jacques Navadic & Marylène Bergmann | –                        |
| 1983          | –                                   | –                        |
| 1984          | –                                   | –                        |
| 1985          | Valérie Sarn Oliver Spiecker        | –                        |
| 1986          | Matthias Krings                     | –                        |
| 1987          | Matthias Krings                     | –                        |
| 1988          | Valérie Sarn                        | –                        |
| 1989          | –                                   | –                        |
| 1990          | Valérie Sarn                        | –                        |
| 1991          | –                                   | –                        |
| 1992          | Romain Goerend                      | –                        |
| 1993          | Romain Goerend                      | –                        |
| 1994          | Nicht qualifiziert                  | Nicht qualifiziert       |
| 1995 bis 2023 | Auf Teilnahme verzichtet            | Auf Teilnahme verzichtet |

| Jahr          | luxemburgische Kommentatoren | englische Kommentatoren        | französische Kommentatoren        | Punktesprecher           |
| ------------- | ---------------------------- | ------------------------------ | --------------------------------- | ------------------------ |
| 1995 bis 2023 | Auf Teilnahme verzichtet     | Auf Teilnahme verzichtet       | Auf Teilnahme verzichtet          | Auf Teilnahme verzichtet |
| 2024          | Raoul Roos & Roger Saurfeld  | Sarah Tapp & Meredith Moss     | Jérôme Didelot & Emma Sorgato     | Désirée Nosbusch         |
| 2025          | Raoul Roos & Roger Saurfeld  | Melissa Dalton & Meredith Moss | Fabien Rodrigues & Jérôme Didelot | Fabienne Zwally          |

## Ausgerichtete Wettbewerbe
| Jahr | Stadt     | Austragungsort | Moderation        |
| ---- | --------- | -------------- | ----------------- |
| 1962 | Luxemburg | Villa Louvigny | Mireille Delannoy |
| 1966 | Luxemburg | Villa Louvigny | Josiane Shen      |
| 1973 | Luxemburg | Grand Théâtre  | Helga Guitton     |
| 1984 | Luxemburg | Grand Théâtre  | Désirée Nosbusch  |

## Punktevergabe
Folgende Länder erhielten die meisten Punkte von oder vergaben die meisten Punkte an Luxemburg (Stand: 2025):
| Die meisten im Finale vergebenen Punkte | Die meisten im Finale vergebenen Punkte | Die meisten im Finale vergebenen Punkte |
| Platz                                   | Land                                    | Punkte                                  |
| --------------------------------------- | --------------------------------------- | --------------------------------------- |
| 1                                       | Vereinigtes Königreich                  | 180                                     |
| 2                                       | Frankreich                              | 157                                     |
| 3                                       | Schweiz                                 | 128                                     |
| 4                                       | Irland                                  | 116                                     |
| 5                                       | Israel                                  | 109                                     |

| Die meisten im Finale erhaltenen Punkte | Die meisten im Finale erhaltenen Punkte | Die meisten im Finale erhaltenen Punkte |
| Platz                                   | Land                                    | Punkte                                  |
| --------------------------------------- | --------------------------------------- | --------------------------------------- |
| 1                                       | Irland                                  | 103                                     |
| 2                                       | Frankreich                              | 100                                     |
| 3                                       | Portugal                                | 97                                      |
| 4                                       | Vereinigtes Königreich                  | 95                                      |
| 5                                       | Finnland                                | 87                                      |
| 5                                       | Niederlande                             | 87                                      |

| Die meisten insgesamt vergebenen Punkte | Die meisten insgesamt vergebenen Punkte | Die meisten insgesamt vergebenen Punkte |
| Platz                                   | Land                                    | Punkte                                  |
| --------------------------------------- | --------------------------------------- | --------------------------------------- |
| 1                                       | Vereinigtes Königreich                  | 180                                     |
| 2                                       | Frankreich                              | 157                                     |
| 3                                       | Schweiz                                 | 128                                     |
| 4                                       | Irland                                  | 124                                     |
| 5                                       | Israel                                  | 121                                     |

| Die meisten insgesamt erhaltenen Punkte | Die meisten insgesamt erhaltenen Punkte | Die meisten insgesamt erhaltenen Punkte |
| Platz                                   | Land                                    | Punkte                                  |
| --------------------------------------- | --------------------------------------- | --------------------------------------- |
| 1                                       | Irland                                  | 111                                     |
| 2                                       | Frankreich                              | 110                                     |
| 3                                       | Portugal                                | 107                                     |
| 4                                       | Vereinigtes Königreich                  | 99                                      |
| 5                                       | Finnland                                | 97                                      |

### Vergaben der Höchstwertung
Seit 1975 vergab Luxemburg die Höchstpunktzahl an zehn verschiedene Länder, davon viermal an Frankreich, das Vereinigte Königreich und die Schweiz.
| Höchstwertung (Finale) | Höchstwertung (Finale)   | Höchstwertung (Finale)   |
| Jahr                   | Land                     | Platz (Finale)           |
| ---------------------- | ------------------------ | ------------------------ |
| 1975                   | Vereinigtes Königreich   | 2                        |
| 1976                   | Monaco                   | 3                        |
| 1977                   | Vereinigtes Königreich   | 2                        |
| 1978                   | Israel                   | 1                        |
| 1979                   | Frankreich               | 3                        |
| 1980                   | Niederlande              | 5                        |
| 1981                   | Frankreich               | 3                        |
| 1982                   | Vereinigtes Königreich   | 7                        |
| 1983                   | Deutschland              | 5                        |
| 1984                   | Belgien                  | 5                        |
| 1985                   | Italien                  | 7                        |
| 1986                   | Schweiz                  | 2                        |
| 1987                   | Frankreich               | 14                       |
| 1988                   | Niederlande              | 9                        |
| 1989                   | Vereinigtes Königreich   | 2                        |
| 1990                   | Deutschland              | 9                        |
| 1991                   | Schweiz                  | 5                        |
| 1992                   | Malta                    | 3                        |
| 1993                   | Schweiz                  | 3                        |
| 1994                   | Nicht qualifiziert       | Nicht qualifiziert       |
| 1995 bis 2023          | Auf Teilnahme verzichtet | Auf Teilnahme verzichtet |
| 2024                   | Schweiz (J)              | 1                        |
| 2024                   | Israel (T)               | 5                        |
| 2025                   | Frankreich (J)           | 7                        |
| 2025                   | Israel (T)               | 2                        |

| Höchstwertung (Halbfinale) | Höchstwertung (Halbfinale) | Höchstwertung (Halbfinale) |
| Jahr                       | Land                       | Platz (Halbfinale)         |
| -------------------------- | -------------------------- | -------------------------- |
| 2004 bis 2023              | Auf Teilnahme verzichtet   | Auf Teilnahme verzichtet   |
| 2024                       | Portugal                   | 8                          |
| 2025                       | Israel                     | 1                          |

## Verschiedenes
- Luxemburg erhielt 1992 zehn Punkte aus Malta – die einzigen überhaupt des Abends. Im Jahr darauf erhielt Luxemburg erneut zehn Punkte aus Malta, diesmal von insgesamt elf.
- Der einzige Sieg, nach dem Luxemburg den Wettbewerb nicht ausrichtete, war 1973; bei den anderen vier Siegen fand der Wettbewerb im Folgejahr jeweils in Luxemburg-Stadt statt. Nach Dublin und gleichauf mit London zählt Luxemburg damit zu den drei Städten, die den Wettbewerb am häufigsten ausgerichtet haben.

## Impressionen

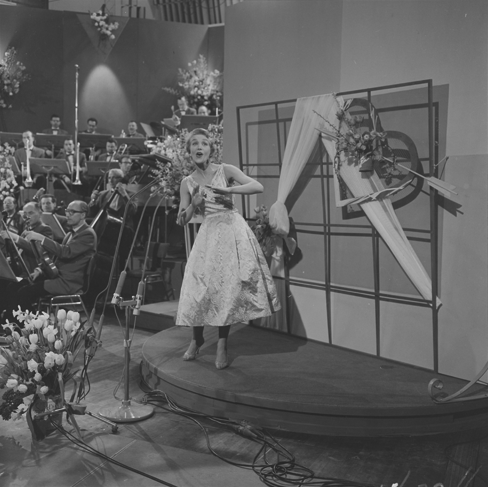
Solange Berry 1958
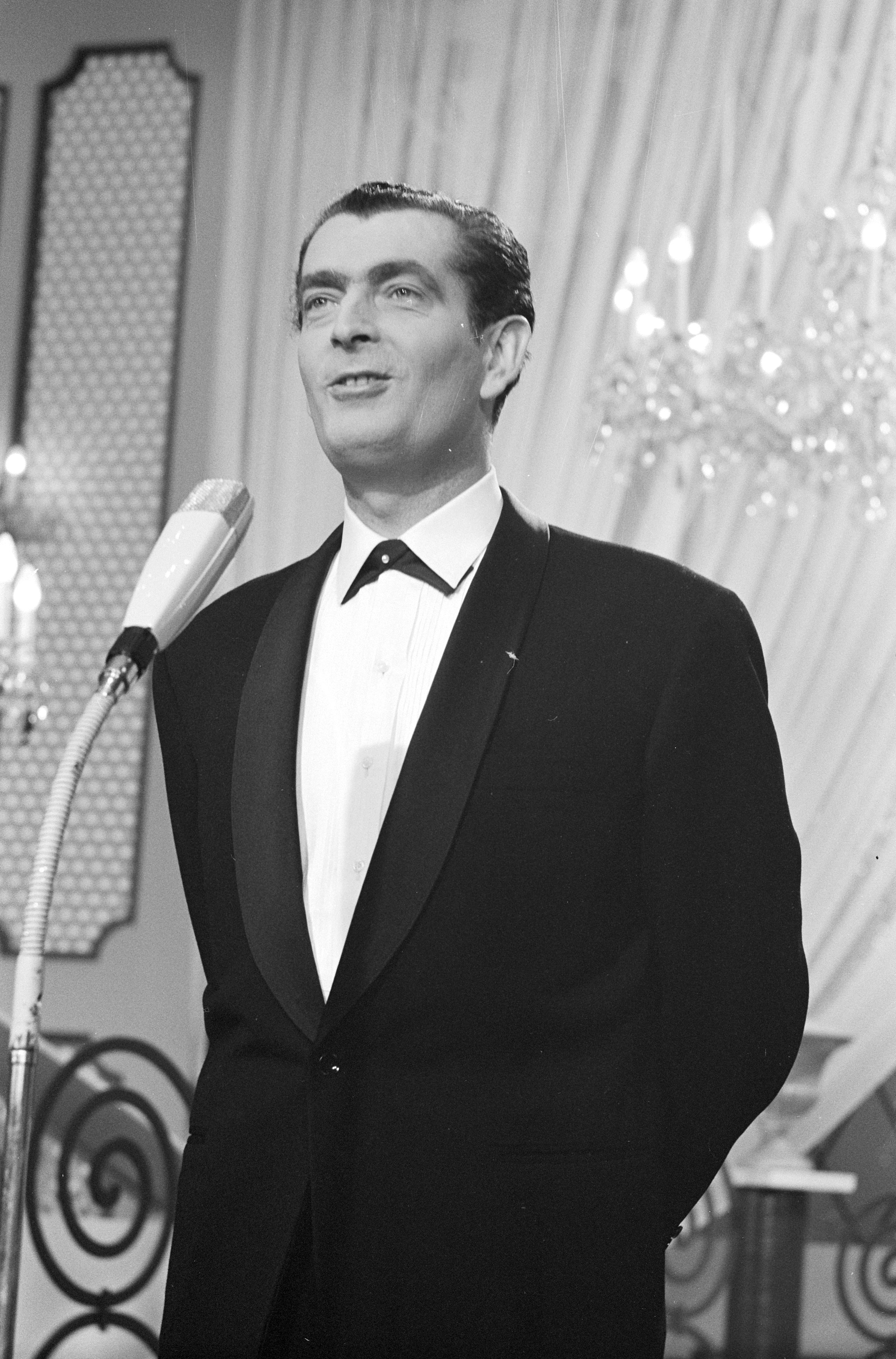
Camillo Felgen 1962
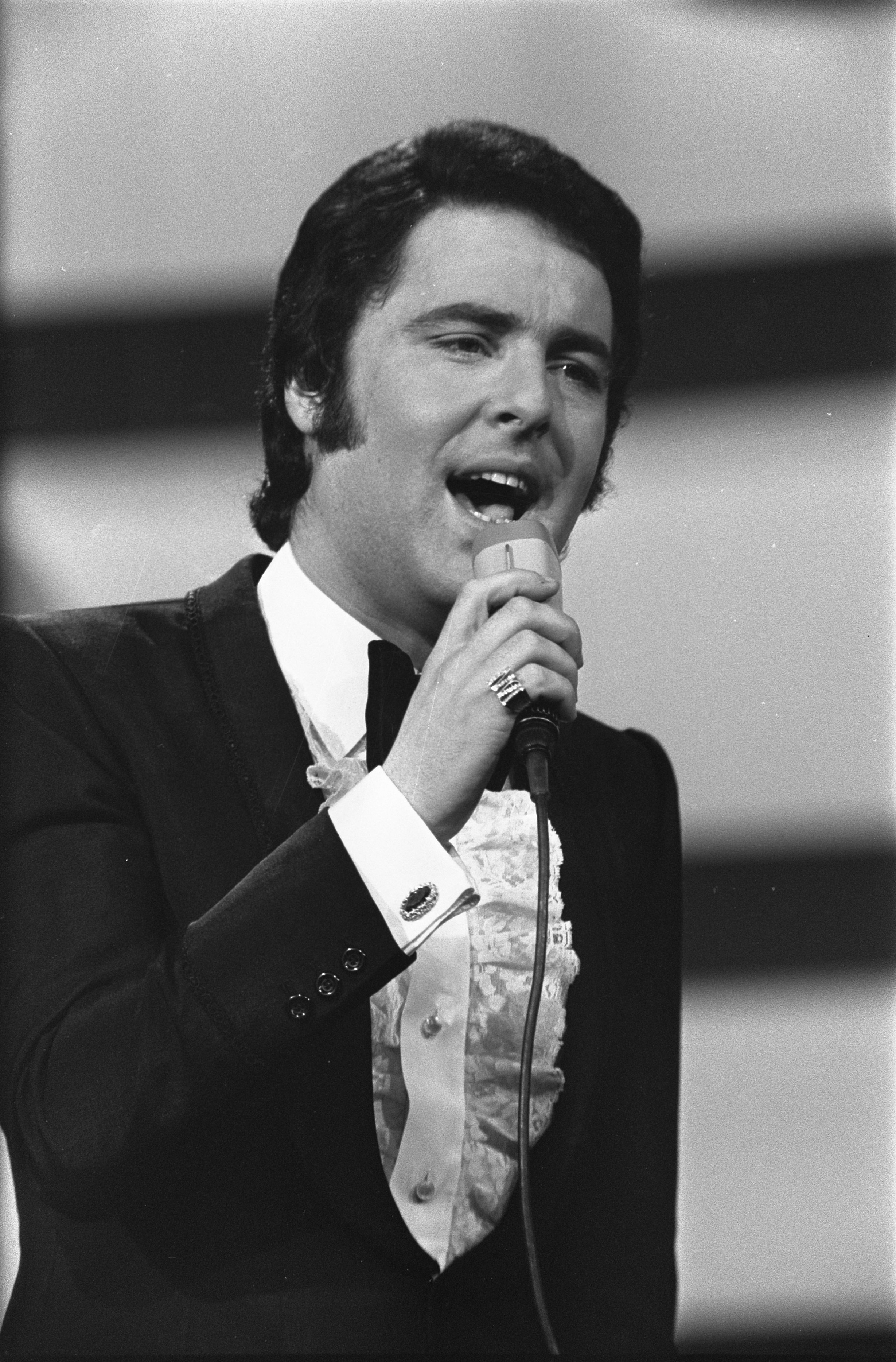
David Alexandre Winter 1970
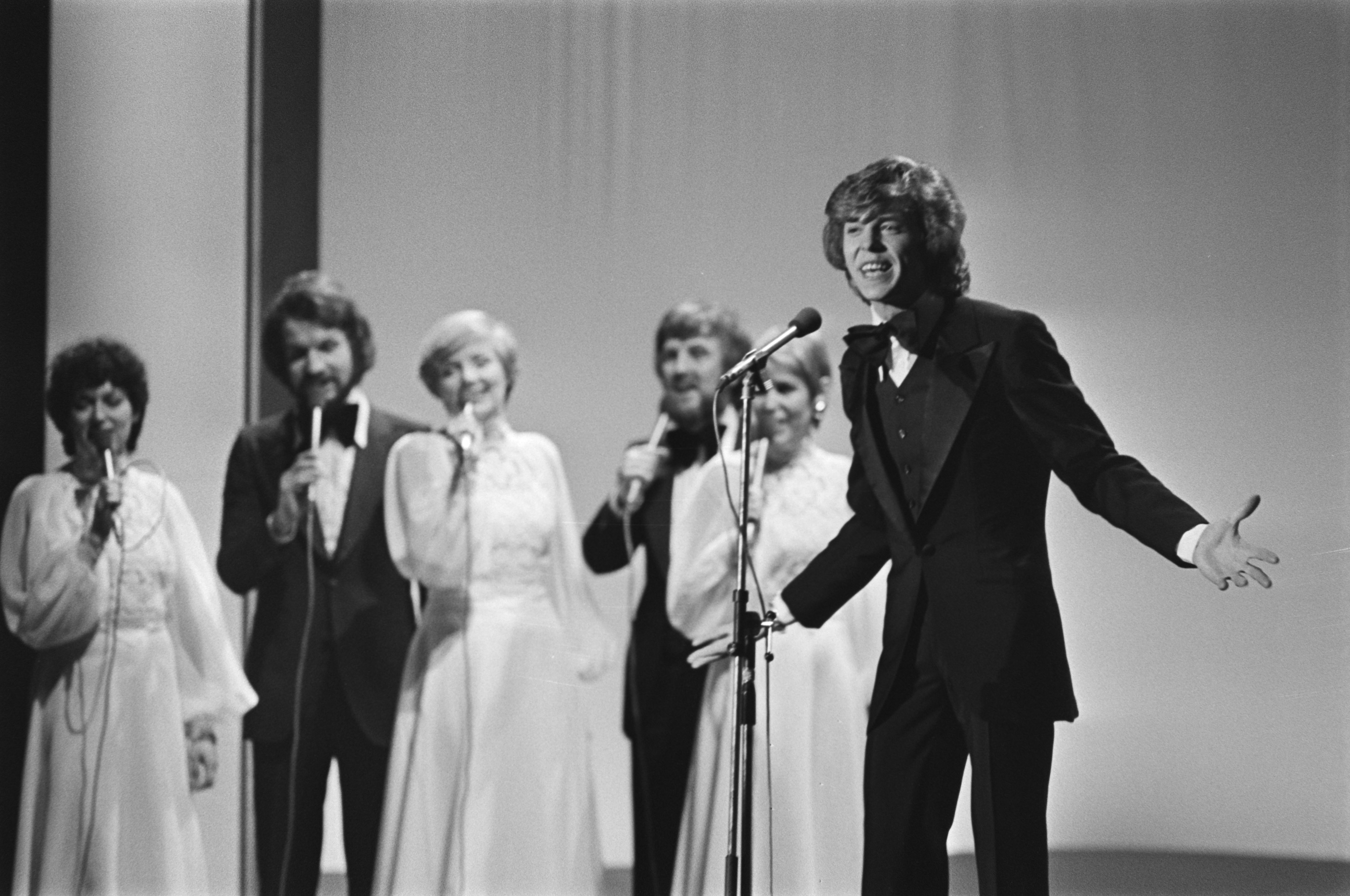
Jürgen Marcus 1976
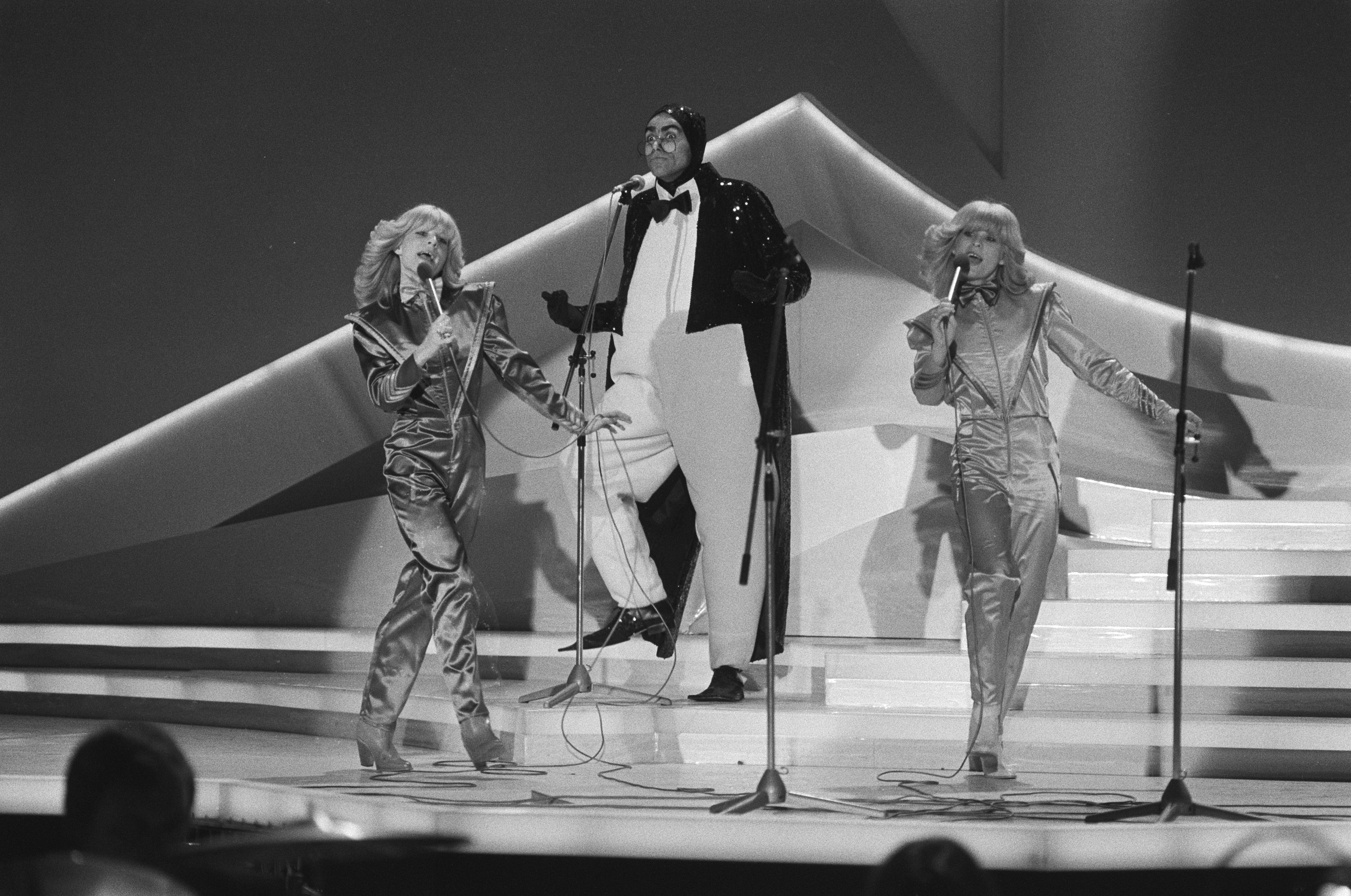
Sophie & Magaly 1980
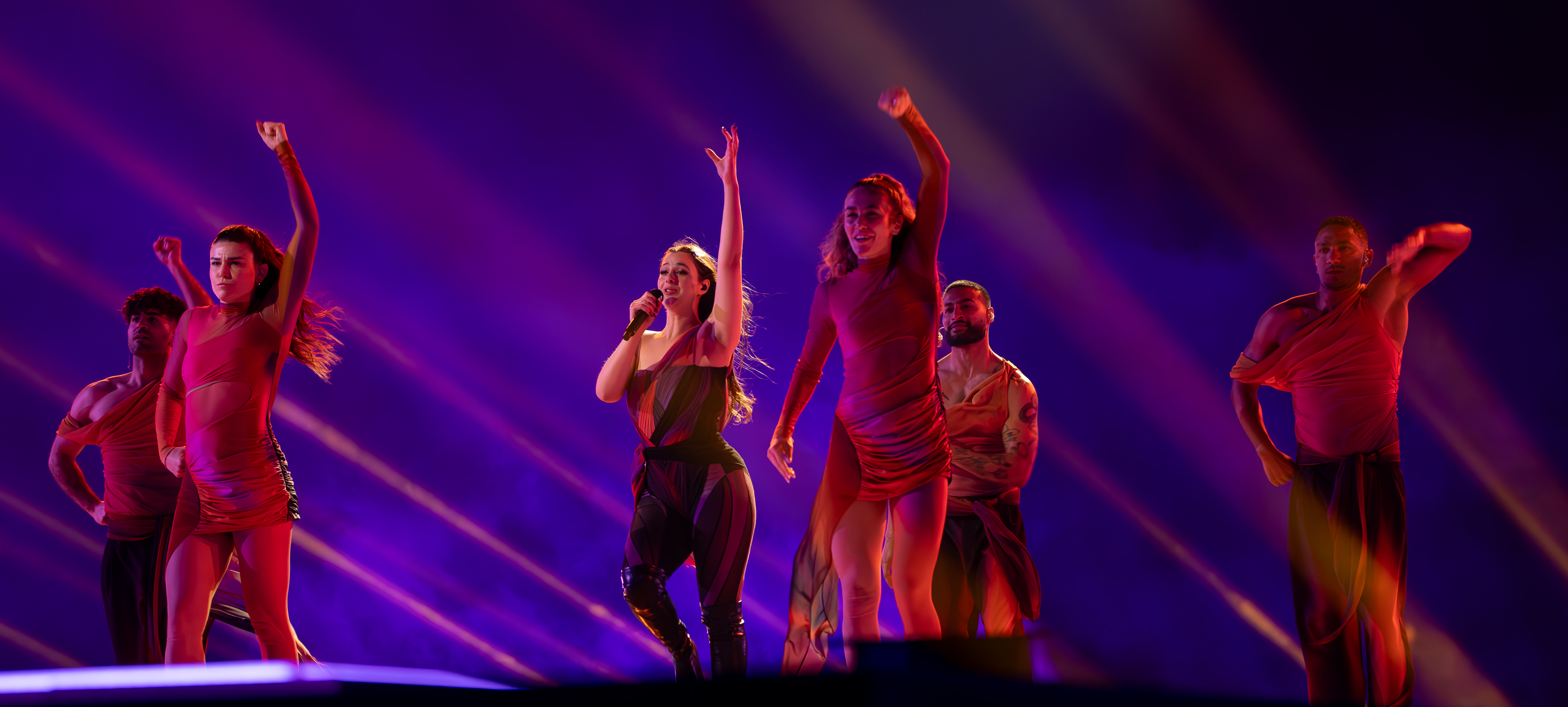
Tali 2024
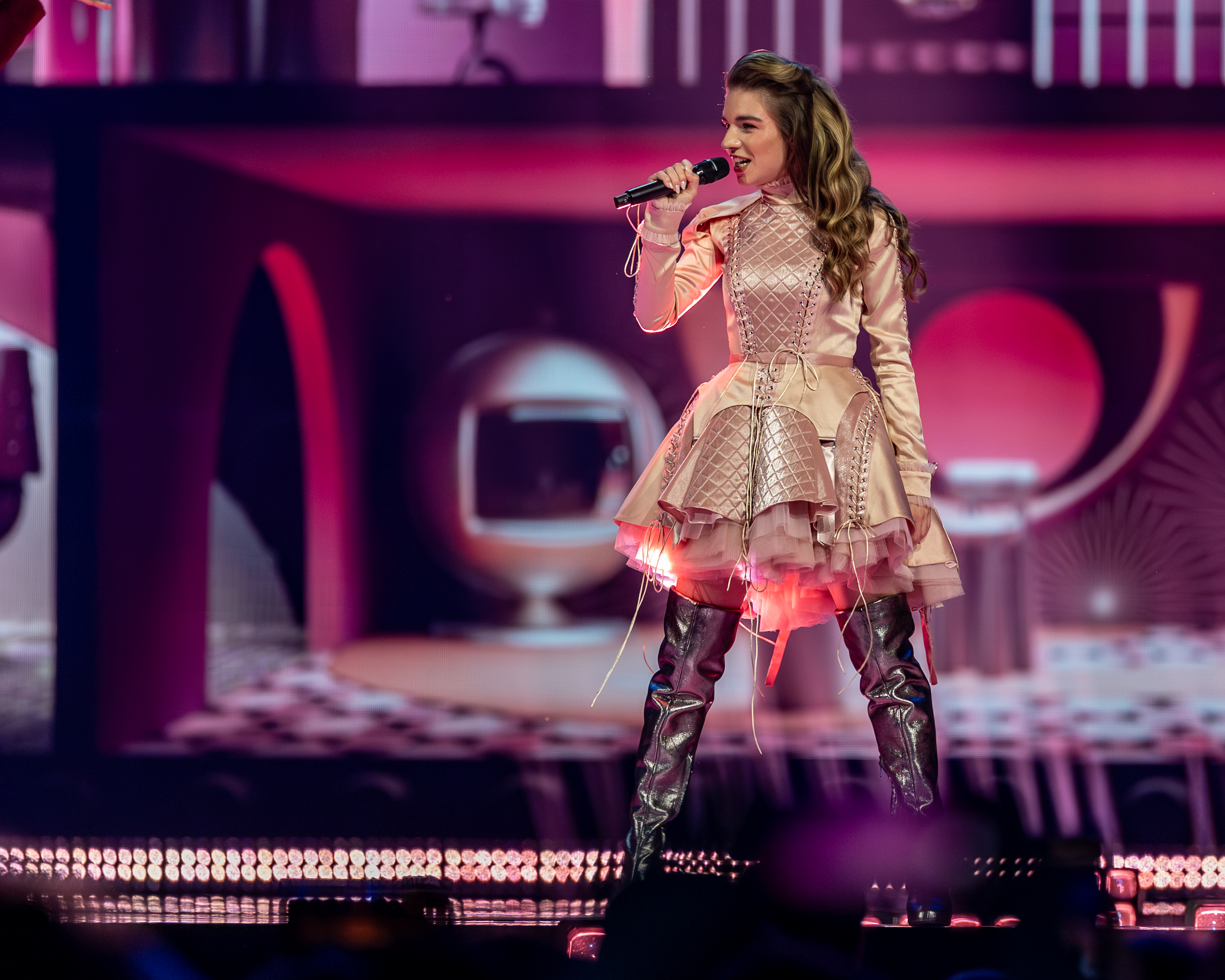
Laura Thorn 2025